# Libya Telecom & Technology
Libya Telecom & Technology är Libyens största IT- och telekom-bolag. Muhammad al-Gaddafi, äldste son till den libyske presidenten Muammar al-Gaddafi, var VD för företaget tills libyska inbördeskriget.